# 101 Mile Lake
101 Mile Lake är en sjö i provinsen British Columbia i Kanada. 101 Mile Lake ligger just norr om orten 100 Mile House i kommunen med samma namn. Sjön ligger ca 960 meter över havet. Sjöns namn, liksom flera andra ortnamn i närheten, kommer från avståndet till Lillooet längs Cariboo Road som byggdes på 1860-talet.